# 제3의 소시민
제3의 소시민(Tretya Meshchanskaya, Bed And Sofa)은 러시아(구 소련)에서 제작된 아브람 룸 감독의 1927년 코미디, 드라마 영화이다. 니콜라이 바타로브 등이 주연으로 출연하였다.

## 출연

### 주연
- 니콜라이 바타로브

## 제작진
- 미술: Sergei Yutkevich